# Elektrisk hegn
Et elektrisk hegn er et hegn eller en barriere som bruger elektriske stød til at afholde dyr eller mennesker fra at krydse en grænse, eksempelvis en indhegning omkring en mark. Voltstyrken i stødene kan have effekter lige fra ubehageligt til smerteligt eller ligefrem dødbringende. De fleste elektriske hegn bruges i dag til landbrugsmæssig indhegning eller til lignende former for kontrol af dyreflokke, selvom det ofte bruges til at forbedre sikkerheden omkring vigtige områder, og der findes stadig steder hvor der bruges elektriske hegn med dødbringende elektriske stød.
Et elektrisk hegn omfatter en såkaldt spændingsgiver, elektrisk ledende hegnstråd og en jordforbindelse. Spændingsgiveren (også kaldet hegnsapparat, el-hegn m.m.) transformerer lavspænding til højspænding, der lagres i apparatet og afgives til hegnstråden i form af regelmæssige, kortvarige højspændingsimpulser, der er i fase i forhold til jord. Nul på spændingsgiveren er tilsluttet jordforbindelsen – typisk i form af et eller flere jordspyd. Når et dyr eller en person rører hegnstråden kortsluttes forbindelsen mellem fase og jord/nul, og der opleves et elektrisk stød.
På spændingsgiveren er den maksimale spændingsforskel normalt 10.000 volt. Spændingen på hegnstråden ligger som regel i intervallet 2.000-8.000 volt, afhængigt af en række forhold, fx afstanden til spændingsgiveren og hegnstrådens elektriske ledeevne. Impulserne afgives med ca. 1 sekunds mellemrum, og de har normalt en varighed af 2-4 millisekunder. Den mængde energi, der afgives fra spændingsgiveren til hegnstråden, kaldes impulsenergien og måles som regel i Joule. I EU kan privatpersoner købe spændingsgivere med impulsenergi fra 0,1 – 37 Joule.
Det elektriske hegns effekt afhænger af spændingsforskellen mellem jord og fase i det punkt hvor hegnstråden berøres, impulsenergien og i hvor høj grad dyret eller personen er elektrisk isoleret imod fase og jord. Dyr med kraftig pels – fx får, hornkvæg og islandske heste, er delvist isolerede mod fase, og de oplever derfor et givet elektrisk stød svagere end fx varmblodsheste, der har en tyndere pels. Tilsvarende er personer, der bærer fodtøj med gummisåler, delvist isoleret mod jord, og de oplever derfor det elektrisk stød svagere end personer uden fodtøj. Derudover afhænger det elektriske hegns effekt af jordforbindelsens kvalitet, og generelt gælder at spændingsgivere med kraftig impulsenergi skal tilsluttes en kraftig jordforbindelse, normalt i form af flere jordspyd. Jordforbindelsen afhænger endvidere af jordbundens fugtighed og sammensætning. Tør sandet jord har fx ringere elektrisk ledeevne end fugtig lerjord. På jord med ringe elektrisk ledeevne og til meget lange elektrisk hegn, kan det derfor være nødvendigt at montere en ekstra hegnstråd til nul/jord parallelt med tråden til fase; det elektrisk stød opleves da, når begge tråde berøres samtidigt.
Elektrisk hegn anvendes i mange sammenhænge: Foruden indhegning af husdyr anvendes elektriske hegn også til at afværge skadedyr som fx ræv og ulv. Derudover er elektriske hegn udbredte i Zoologiske haver, hvor de hjælper til at holde farlige dyr i en passende afstand af publikum. Til indhegning af dyr har elektriske hegn den fordel, at de er billige i etablering, drift og vedligehold. I landbrugssammenhæng har dette stor betydning, fordi der kan være tale om hegn af flere hundrede kilometers længde. I Afrika anvender safari-farme elektrisk hegn til indhegning af vildt og til beskyttelse af vildt mod krybskytter. Elektriske hegn har i stor udstrækning afløst pigtrådshegn til indhegning af kreaturer og har på denne måde afhjulpet skader på dyrene.